# Visites pastorales pontificales

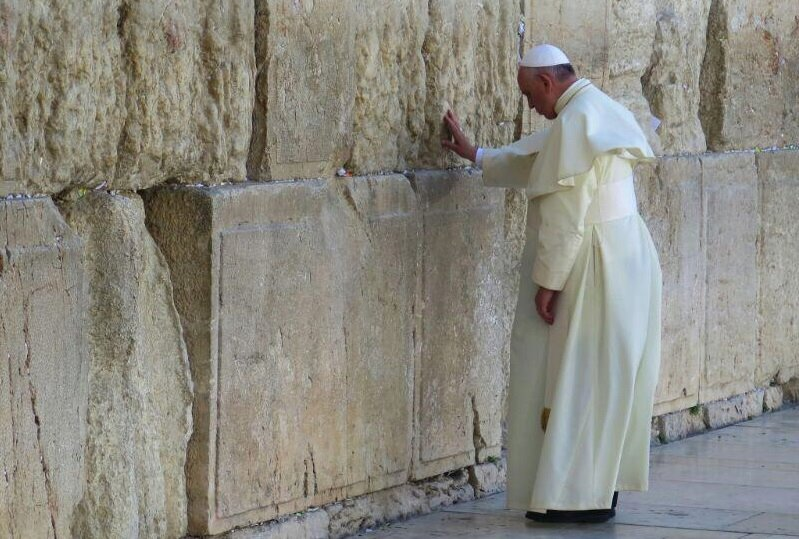
Le pape François à Jérusalem, en 2014.

Les visites pastorales pontificales et leurs déplacements en dehors de Rome ont été historiquement rares, voire pour les 500 premières années quasiment inexistantes. Le pape Paul VI fut le premier à effectuer des visites pastorales sur plusieurs continents et Jean-Paul II (1978-2005) entreprit davantage de voyages que tous ses prédécesseurs cumulés.
Au XIIIe siècle, les papes résidaient principalement en dehors de Rome – Viterbe, Orvieto et Pérouse – puis à Avignon (1309-1378). Le pape Vigile (537-555) en 547, le pape Agathon (678-681) en 680, et le pape Constantin en 710 ont visité Constantinople, alors que le pape Martin Ier (649-653) est enlevé et est jugé en 653 dans la capitale byzantine. Étienne II (752 -757) est le premier pape à traverser les Alpes en 752 pour couronner Pépin le Bref ; le pape Pie VII a réitéré ce voyage plus d'un millénaire plus tard, pour couronner Napoléon Ier.

## Voyages avant leconcile Vatican II

### Dans l'Empire romain, en Italie et conclaves

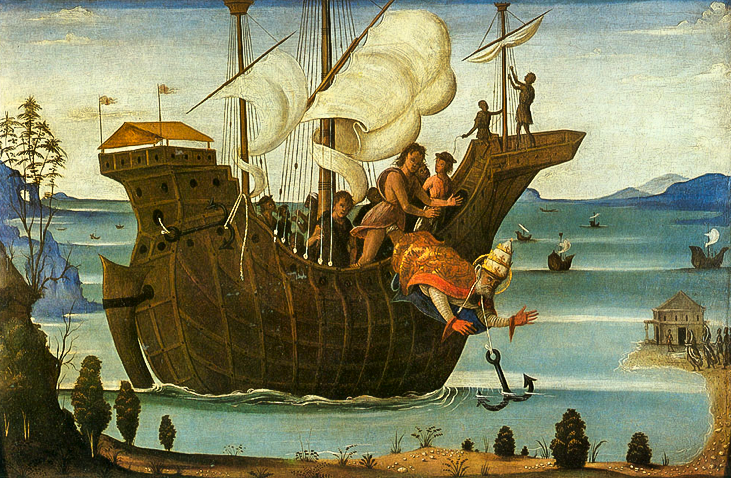
Clément Ier, exilé par l'empereur, est le premier pape à s'être déplacé hors de Rome pendant son pontificat.

Clément Ier est exilé à Chersonèse (Tauride) par l'empereur romain Trajan, puis y est martyrisé, selon des récits apocryphes datés d'environ 99. Pontien (230-235) meurt en exil en Sardaigne, mais il avait démissionné du trône pontifical avant de quitter Rome. Le pape Corneille (251-253) meurt après un an d'exil à Civitavecchia, à 80 km de Rome. Le pape Libère (352-366) est exilé à Bérée, en Thrace, par l'empereur romain Constance II. Le pape Jean Ier (523-526) est le premier pape à voyager volontairement en dehors de Rome, naviguant vers Constantinople en 523.
Clément II (1046-1047) est le premier pape à être consacré en dehors de Rome. Urbain II (1088-1099) est devenu le premier pape à voyager plusieurs fois en dehors de Rome ; élu à Terracina, Urbain II a organisé des synodes à Amalfi, Bénévent et Troia. Il prêche la première croisade au concile de Clermont (1095), à Clermont-Ferrand. Avant cela, le pape Léon IX (1049-1054) avait traversé les Alpes. Quant à Léon III (795-816), après avoir été la cible d'un attentat en 799, il se réfugie à Paderborn (Saxe) auprès de Charlemagne.
Bien que les conclaves se soient parfois déroulés en dehors de Rome, seules six élections depuis 1455 ont été organisés hors de l'enceinte du palais du Vatican, vingt-huit élections papales ont eu lieu en dehors de Rome : Terracina (1088), Cluny (1119), Velletri (1181), Vérone (1185), Ferrare (octobre 1187), Pise (décembre 1187), Pérouse (1216, 1264 à 1265, 1285, de 1292 à 1294, de 1304 à 1305), Anagni (1243), Naples (1254, 1294), Viterbe (1261, 1268-1271, juillet 1276, août-septembre 1276, 1277, 1281-1282), Arezzo (janvier 1276), Carpentras / Lyon (1314 à 1316), Avignon (1334, 1342, 1352, 1362, 1370), Constance (1417) et de Venise (de 1799 à 1800).

### En dehors d'Italie, en Europe
Avant Paul VI, aucun pape ne voyage hors d'Europe. 
Constantinople
Jean Ier (523-526) en 523 (en tant que délégué de Théodoric le Grand), Vigile (537-555) en 547 (appelé par Justinien pour tenir compte de son refus de signer les canons du concile de Chalcédoine), Agathon (678-681) en 680 (pour assister au troisième concile de Constantinople), et Constantin en 710 (appelé par Justinien II) visitent Constantinople, alors que le pape Martin Ier (649-653) est enlevé et y jugé à l'issue du concile de Latran en 649. Constantin est le dernier pape à visiter Constantinople jusqu'au pape Paul VI l'a fait à nouveau en 1967.
France
Étienne II (752-757) est le premier pape à traverser les Alpes en 752 pour couronner Pépin le Bref, à Saint-Denis. Cela fait de lui le premier pape à visiter le royaume franc. En 816, Étienne IV se rend à Reims pour le couronnement du roi Louis le Pieux. Jean VIII (872-882) visite la France en 878, et Léon IX (1049-1054) passe en France le 29 septembre 1049. Le prochain pape à entrer en France est le pape Urbain II (1088 à 1099), qui s'arrête à Valence et au Puy sur son chemin pour le concile de Clermont (1095). Fin 1106, Pascal II se rend en France pour chercher la médiation du roi Philippe Ier dans le contexte de la querelle des Investitures. En 1118, en fuite pour chercher la protection du roi Louis VI le Gros, Gélase II meurt à l'abbaye de Cluny, où il est enterré. En 1119, Calixte II est élu pape au même endroit puis en 1131 Innocent II, dans un contexte schismatique, pérégrine en France et sacre Louis VII à Reims. En 1163, réfugié en France, Alexandre III vient à Paris poser la première pierre de la cathédrale Notre-Dame. En 1367, Urbain V se rend à Montpellier.
Saint-Empire romain germanique
Benoît VIII (1012-1024) visite Bamberg le 14 avril 1020 ; aucun pape n'avait visité les frontières de l'Allemagne moderne depuis 150 ans. Léon IX (1049-1054) a également voyagé à travers les frontières modernes de l'Allemagne. Probablement la dernière visite d'un pape dans le Saint-Empire date de 1782, lorsque Pie VI est reçu par l'empereur Joseph II, à Vienne et à Munich.

## Voyages depuis les années 1960
Le pape Paul VI fut le premier à voyager à bord d'un avion, le premier à se déplacer hors d'Italie depuis 1809 et le premier à se rendre en Amérique, en Afrique, en Asie et en Océanie dans le cadre de son pontificat.
Le pape Jean-Paul II a davantage voyagé en tant que pape que tous ses prédécesseurs réunis (il a parcouru environ 721 052 miles, soit l'équivalent d'environ 31 tours de la Terre).

Paul VI (1963-1978).
Jean-Paul II (1978-2005).
Benoît XVI (2005-2013).
François (depuis 2013).

## Sources
- (en) Cet article est partiellement ou en totalité issu de l’article de Wikipédia en anglais intitulé « Papal travel » (voir la liste des auteurs).